# Ann-Mari Sellerberg
Ann-Mari Sellerberg, född  21 december 1943 är en svensk professor i sociologi. Hon har sedan år 1965 verkat vid Lunds universitet. 

## Biografi
Ann-Mari Sellerberg disputerade år 1973 med avhandlingen Kvinnorna på den svenska arbetsmarknaden under 1900-talet: en sociologisk analys av kvinnornas underordnade position i arbetslivet. Hon blev docent 1983 och professor år 1993.
Sellerberg har ingått i ett flertal vetenskapsråd. Ann-Mari Sellerberg fick Lunds universitets pedagogiska pris 2008.

## Forskning
Redan i doktorsavhandlingen om kvinnornas underordning på arbetsmarknaden introducerade Sellerberg den tyske sociologen Georg Simmel i sina analyser. Efter disputationen ägnade hon sig åt konsumtionssociologi vilket bland annat resulterade i den första svenska boken i ämnet: Konsumtionens sociologi (1978). Länge var Sellerberg drivande i ett seminarium på sociologiska institutionen inriktat på vardagslivets sociologi. I samband med detta kom Sellerberg med sin forskning in på olika gruppers livsstilar, en sociologi om matvanor men även områden som forskning om funktionsvariationer, familjesociologi och medicinsk sociologi.
Påverkad av Simmels analys av modet publicerade Sellerberg 1987 Avstånd och attraktion: Om modets växlingar. I boken analyserar Sellerberg hur modets växlat när det gäller kläder, mat, inredning och andra konsumtionsområden. Men hon beskriver även modets mer generella sociala dynamik. Empiriskt beskrivs i boken modeväxlingar när det gäller förnamn och terapier.
Ann-Mari Sellerberg har introducerat den klassiske sociologen Georg Simmel för svenska samhällsvetare. I boken A Blend of Contradictions – Georg simmel in Theory and Practice (1993) tillämpar hon centrala teman från Simmel - tillit, principiell underordning, äventyr och de fattigas ställning - och applicerar dem på samtida fenomen. 
Ann-Mari Sellerbergs forskning har dessutom ägnats åt studier av olika delar arbetslivet – bland annat handelsanställdas och kundtjänsters arbetsförhållanden, åt företagare i konkurs, åt skogsägare som drabbats av katastrof samt åt äldre skogsägare i boken Produktion med passion : en intervjuundersökning med femtio äldre skogsägare (2019).